# Francesco (Modà)
Francesco è un singolo del gruppo musicale italiano Modà, il quinto estratto dal loro sesto album in studio Passione maledetta, pubblicato il 9 settembre 2016.

## La canzone
Il testo di Francesco è scritto come una lettera a un giovane sé stesso da Kekko Silvestre. Quest'ultimo dedica tuttavia il brano alla figlia Gioia e ai suoi genitori:

## Video musicale
Il video ufficiale del brano, pubblicato l'8 settembre 2016 e diretto da Fabrizio De Matteis e Matteo Alberti, vede il cantante Kekko Silvestre camminare da solo sino a raggiungere i restanti membri dei Modà in una stanza per suonare insieme a loro.

## Classifiche
| Classifica (2016)         | Posizione massima |
| ------------------------- | ----------------- |
| Italia (airplay italiane) | 16                |